# Itapajé
Itapajé is een gemeente in de Braziliaanse deelstaat Ceará. De gemeente telt 47.354 inwoners (schatting 2009).
De gemeente grenst aan Apuiarés, Irauçuba, Itapipoca, Pentecoste, Tejuçuoca, Umirim en Uruburetama.

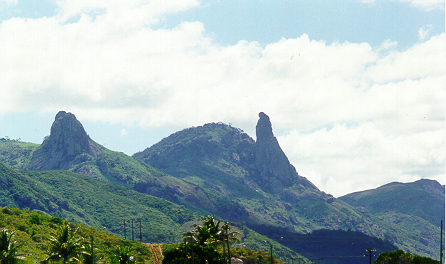
Pedra do Frade in Itapajé